# Stephen Duffy
Stephen Anthony James Duffy (født 30. maj 1960 i Alum Rock, Birmingham) er en engelsk singer-songwriter og musiker.
Duffy var den første forsanger i Duran Duran, som han dannede i 1978 sammen med John Taylor og Nick Rhodes. Forlod gruppen igen i 1979 sammen med bassisten Simon Colley for at danne Subterranean Hawks, som under navnet The Hawks udsendte singlen Words Of Hope i 1980. Senere har Duffy indspillet både soloplader og plader med bandet The Lilac Time. I 1999 fandt han igen sammen med Nick Rhodes, og de indspillede en plade under navnet The Devils. Senest er Duffy begyndt at skrive musik sammen med Robbie Williams, blandt andet hittene Radio og Tripping